# سرخس‌باتلاقیان
سرخس‌باتلاقیان (Thelypteridaceae) تیره‌ای از پرسرخس‌سانان با ۹۰۰ گونه که اگرچه اغلب آنها در مناطق گرمسیری پراکنده هستند، تعدادی از آنها در نواحی معتدل نیز می‌رویند؛ گیاهان این تیره به‌استثنای تعدادی از آنها که صخره‌رُست‌اند، اغلب زمین‌رُست هستند؛ زمین‌ساقة این گیاهان معمولاً خزنده‌است و برگ‌شاخه‌های آنها از شانه‌ای تا شانه‌ایشکافت‌شانه‌ای متغیر است؛ رگ‌بندی آنها هم باز و هم پیوسته‌است و هاگینه‌هایشان اغلب به شکل کلیه است.